# Pic Fosser
El Pic Fosser o Pic de Fosser és una muntanya de 2.742,7 metres d'altitud del terme municipal de la Torre de Cabdella, dins del seu terme primitiu, al Pallars Jussà, prop del límit nord del terme.
És al sector occidental, d'aquesta capçalera de terme, en una serra, la Serra Tancada, que separa les dues zones lacustres d'aquesta regió: la de l'Estany Gento, a llevant, de la dels estanys al voltant del Pic Salado, a ponent. És al sud-est del Pic de Nariolo.